# Oberstveterinär (Bundeswehr)
Oberstveterinär (okrajšava: OberstVet; kratica: OTV) je specialistični častniški čin za sanitetne častnike veterinarske izobrazbe v Heeru Bundeswehra. Sanitetni častniki medicine oz. dentalne medicine nosijo čin Oberstarzta (Heer/Luftwaffe) oz. Flottenarzta (Bundesmarine) in farmacevti nosijo čin Oberstapothekerja (Heer/Luftwaffe) oz. Flottenapothekerja; čin je enakovreden činu polkovnika (Heer in Luftwaffe) in činu kapitana (Marine).
Nadrejen je činu Oberfeldveterinärja. V sklopu Natovega STANAG 2116 spada v razred OF-5, medtem ko v zveznem plačilnem sistemu sodi v razred A16-B3.
Čin je povezan s položajem inšpektorja veterinarske medicine Bundeswehra (Inspizient Veterinärmedizin).

## Oznaka čina
Oznaka čina je enaka oznaki čina ja oz. , pri čemer ima na vrh oznake dodano še oznako specializacije: vijugasta kača.
Oznaka čina sanitetnega častnika Luftwaffe ima na dnu oznake še stiliziran par kril.